# 星福站
星福站（：／ Seongbuk yeok */?）是新盆唐線沿線的一座地下車站，位於韓國京畿道龍仁市水枝區星福洞。

## 車站結構
站體為2面2線曲線式設計側式月台的地下車站，候車月台設有月台幕門，並有5處出口。

### 月台配置
| ↑ 水枝區廳 |
| \| 下      |
| 上峴 ↓     |

| 月台 | 路線      | 目的地         |
| ---- | --------- | -------------- |
| 上行 | ●新盆唐線 | 江南、亭子方向 |
| 下行 | ●新盆唐線 | 光教方向       |

## 歷史
- 2016年1月30日：落成啟用。

## 車站周邊
- 亭坪公園
- 斗山技術院
- Day Park
- 水枝樂天購物城（朝鲜语：롯데몰）
  - 乐天玛特水枝購物城店

## 相鄰車站
Neo Trans
●新盆唐線
水枝區廳（D15）－星福（D16）－上峴（D17）